# 스릴러

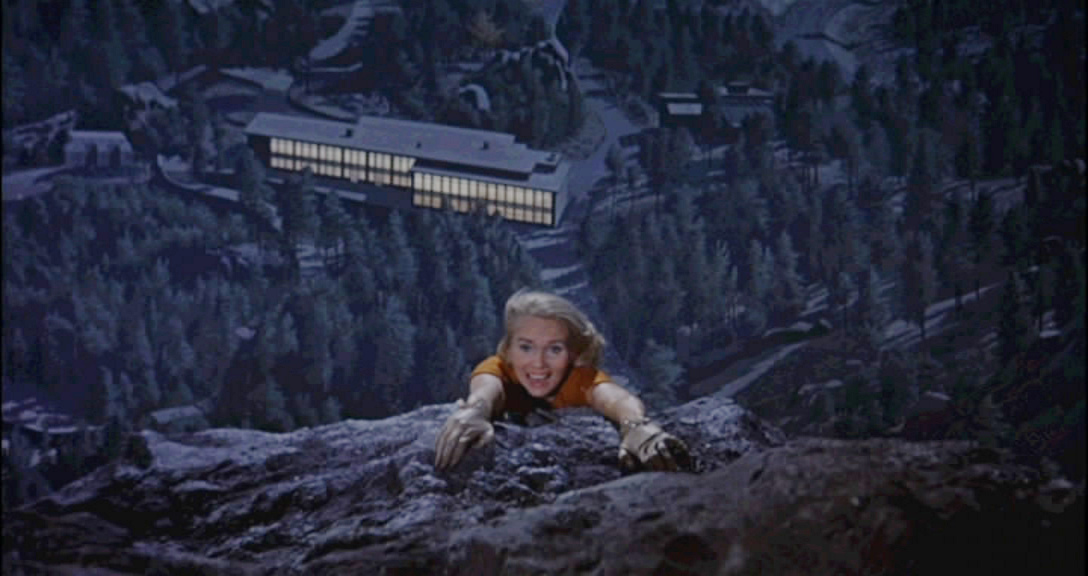

스릴러(thriller)는 독자나 관객의 공포감을 자극할 목적으로 만든 소설, 연극, 영화 등을 뜻한다. 문학, 영화, 게임 등을 아우르는 폭넓은 장르로서, 종종 서로 겹치는 다양한 하위 장르를 거느리고 있다. 빠른 전개, 빈발하는 액션, 재능있는 영웅과 이에 맞서 대결하는 더 강력하고 더 잘 갖춰진 악당이 등장한다.

## 특징
종종 외국의 도시나 사막, 극지대, 공해상에서 사건이 벌어진다. 주인공들은 대부분 위험에 길들어져 있는 거친 사내들이어서, 경찰이나 수사계통 종사자, 스파이, 군인, 선원, 비행기 조종사들인 경우가 많다. 그러나 그들은 평범한 시민의 신분으로 어쩔 수 없이 사건에 끌려든다. 남자들인 경우가 많았지만 점점 여자 주인공의 사례가 늘고 있다.
스릴러는 종종 미스터리 소설과 겹치지만 플롯의 구조에 의해 구별된다. 전자의 주인공은 (후자처럼)이미 벌어진 범죄의 감춰진 사실을 밝혀내기보다는, 아직은 실현되지 않은 악당의 범죄기도를 막아야 하는 것이다. 또한 더 큰 규모로 사건이 전개되며 범죄는 연속적이거나 대량학살, 테러리즘, 암살, 정부의 전복 등에 관련된 것이다. 위험과 폭력과의 대결은 표준적인 요소이다. 후자는 미스터리가 해결되면 클라이맥스에 오르지만, 전자는 주인공이 악한을 처치하고 자신이나 타인이 목숨을 건져내야만 해결된다. 필름 누아르나 비극의 영향을 받아, 타협을 함으로써 부패한 주인공은 도중에 죽임을 당하기도 한다.
팝문화의 호러나 심리호러 사조의 영향을 받은 작품이 많아지면서, 불길하고 괴물적인 요소가 긴장을 높이기 위해 자주 채용되고 있다. 괴물은 지능은 뛰어나지만 육체적 힘이 열악한 존재나, 초자연적 능력의 보유자, 외계인, 연쇄살인범, 심지어는 미생물 등 무엇이든 될 수 있다. 동일하게 모험물, 스파이, 전쟁, 해양픽션등의 다른 장르와 구별할 수 있다. 스릴러는 대상(subject matter)에 의해서가 아니라 그것에 접근하는 방법에 의해 규정된다. 많은 스릴러가 스파이나 첩보원을 다루지만, 모든 스파이 소설이 스릴러는 아닌 것이다. 예를 들어 존 르 카레의 스파이소설은 분명하게 스릴러의 전통을 거부한다. 반대로 많은 스릴러가 기존에는 거의 또는 전혀 연관이 없던 장르로 넘나들고 있다. 앨리스터 매클레인(Alistair MacLean), 해먼드 이니스(Hammond Innes), 브라이언 캘리슨(Brian Callison) 등이 이 분야에서 유명하다.
스릴러는 표현하는 분위기로 규정할 수 있다. 흥분. 간단히, 만일 스릴을 준다면, 그것이 스릴러이다.

## 하위장르
- 액션 스릴러

종종 시간에 쫓기는 전개를 보이며, 많은 폭력, 많은 악당이 등장한다. 총, 폭약(폭탄) 그리고 액션은 단골 소재이다. 이러한 소재들이 나옴직한, 그럴듯한 설정 역시 빼놓을 수 없다. 미스터리영화나 범죄영화의 요소를 가질 때도 있지만 그것들은 부차적 역할을 할 뿐이다. 유명한 작품으로는 제임스 본드 시리즈의 The Transporter, 그리고 소설(또는 영화) 제이슨 본 시리즈가 있다.
- 음모 스릴러
- 범죄 스릴러
- 재난 스릴러
- 드라마 스릴러
- 환경 스릴러
- 에로틱 스릴러
- 호러 스릴러
- 법정 스릴러
- 의학 스릴러
- 정치 스릴러
- 심리 스릴러
- 스파이 스릴러
- 초자연적 스릴러
- 테크노 스릴러

다음과 같이 많은 작품들이 다양한 하위장르를 혼합한 형태를 가진다.
- SF 스릴러: 《터미네이터, The Terminater》, 《나는 전설이다, I Am Legend》, 《블레이드 런너, Blade Runner》
- SF/호러 스릴러: 《쥬라기 공원, Jurassic Park》, 《에일리언vs프레데터, Aliens vs. Predator》
- 테크노/정치/음모/군사/호러 스릴러: 《프레데터, Predator》, 《로보캅, Robocop》
- 법정/법의학/심리/호러 스릴러: 《양들의 침묵, The Silence of the Lambs》, 《세븐, Seven》

## 작품들

### 픽션과 문학
호메로스의 《오디세이아》는 서구세계의 가장 오래된 이야기의 하나이며 스릴러의 초기 원형으로 간주된다. 영웅 오디세우스는 트로이 전쟁 이후 귀향길에 오르지만, 아내 페넬로페와 만나기 위해 험한 모험을 겪어야 했다. 《몽테크리스토 백작》은 복수에 관한 스릴러이다. 《드라큘라》는 고딕 초자연적 스릴러이다. 존 버컨의 1915년작 《39계단》은 스파이 스릴러 장르를 확립한 작품으로 여겨진다. 《추운 나라에서 온 스파이》는 냉전시대 첩보원들의 세계를 배경으로 한 작품이다. 《본 아이덴티티》는 현대적인 스타일로 쓰여진 최초의 스릴러중 하나이다. 《람보》는 현대 액션 소설의 아버지로 간주되고 있다.
로버트 러들럼, 에릭 앰블러, 데이비드 모렐, 프레더릭 포사이스, 댄 브라운, 톰 클랜시, 마이클 크라이튼, 더글러스 프레스턴, 링컨 차일드, 이언 플레밍, 존 그리셤, 앨리스터 매클레인 Alistair MacLean 등이 유명하다.

### 영화
《본 아이덴티티》는 스릴러의 전통적인 플롯을 사용했으며, 로버트 러들럼의 나머지 연작(《본 슈프리머시》, 《본 얼티메이텀》)을 함께 영화화하면서 원래 스토리에서 많이 벗어나긴 했지만 음모 스릴러 장르의 뼈대가 잘 보존되어 있다. 《폰부스》는 기묘한 스나이퍼에 의해 공중전화 박스에 갇히게 된 남자에 대한 것이다. 《더블 크라임》(Double Jeopardy, 1999년)은 남편 살해의 죄목으로 감옥에 간 여인이 그가 살아 있음을 알게되어, 남편을 좇아, 자신의 아들을 되찾으려 노력한다는 이야기를 담고 있다. 《맨추리안 캔디데이트》(The Manchurian Candidate)는 호전적인 냉전편집광을, 《로닌》(Ronin)은 냉전후 용병들의 공작과 충성의 문제를 그리고 있다.
그 외에, 《도니 다코》(Donnie Darko), 《나이트 플라이트》(Red Eye), 《사이코》(Psycho), 《북북서로 진로를 돌려라》(North by Northwest), 《사선에서》(In the Line of Fire), 《도망자》(The Fugitive), 《마라톤 맨》(Marathon Man) 등이 있다.
유명한 작품들이 소설과 영화의 양 편에서 큰 영향을 끼쳤다. 프레더릭 포사이스 원작의 《자칼의 날, The Day of the Jackal》, 톰 클랜시 원작의 《붉은 10월, The Hunt for Red October》, 토머스 해리스 원작의 《양들의 침묵》, 마이클 크라이튼 원작의 《쥬라기 공원》, 《콩고 Congo》, 댄 브라운이 쓴 《다빈치 코드》 등이 있다.

#### 유명인 목록
| - 제임스 스튜어트 - 바버라 스탠윅 - 클린트 이스트우드 - 스티브 매퀸 - 케빈 스페이시 - 브루스 윌리스 - 로이 샤이더 - 숀 코너리 - 룻거 하우어 - 해리슨 포드 - 토미 리 존스 - 케빈 베이컨 - 윌럼 더포 - 마이클 더글러스 - 덴절 워싱턴 - 진 해크먼 - 맷 데이먼 - 커트 러셀 | - 에드 해리스 - 니콜 키드먼 - 샤론 스톤 - 로버트 드 니로 - 새뮤얼 L. 잭슨 - 존 보이트 - 버트 레이놀즈 - 웨슬리 스나이프스 - 저우룬파 - 마크 월버그 - 알 파치노 - 맬컴 맥다월 - 로버트 레드퍼드 - 윌리엄 피터슨 - 조디 포스터 - 게리 시니즈 - 멜 깁슨 - 존 트래볼타 |

##### 감독(무순)
| - 앙리 조르주 클루조 - 앨프리드 히치콕 - 윌리엄 프리드킨 - 캐럴 리드 - 마이클 맨 - 리들리 스콧 - 닐 조던 - 로버트 하먼 - 존 휴스턴 - 시드니 폴락 - 게리 플레더 - 존 프랭컨하이머 - 토니 스콧 - 존 아미엘 - 메리 해런 - 볼프강 피터슨 - 브라이언 드 팔마 - 크리스토퍼 놀런 - 데이비드 핀처 - 존 맥티어넌 | - 쿠엔틴 타란티노 - 조너선 데미 - 스탠리 큐브릭 - 폴 버호벤 - 제임스 폴리 - D. J. 카루소 - 그레고리 호블릿 - 에이드리언 라인 - 필립 노이스 - 코언 형제 - 앨런 퍼쿨라 - 로만 폴란스키 - 스티븐 홉킨스 - 조엘 슈마허 - M. 나이트 샤말란 - 존 부어먼 - 마틴 스코세이지 - 필립 카우프먼 - 스티븐 소더버그 - 스티븐 스필버그 |

### 텔레비전
단지 제목이 '스릴러'인 텔레비전 시리즈물이 미국과 영국에 각각 최소한 1개가 있다. 두 작품간에 실질적인 연관은 없으며, 장르의 명칭을 작품의 모티브로 삼았다.
《24》는 반테러 전쟁에 아이디어를 얻고 빠른 전개를 특징으로 하는 시리즈물이다. 각각의 에피소드는 '실시간으로' 전개되는 사건을 추적하는 방식을 띠고 있으며, 화면을 나누어 한 쪽 화면에 짹깍거리는 시계를 보여주는 독특한 기법을 사용한다. 연방수사관 잭 바우어(Jack Bauer)의 모험을 중심으로 이야기가 전개된다.
《로스트》는 비행기 사고 생존자를 다룬다.
《프리즌 브레이크》는 억울하게 수감된 자신의 형을 구출하기 위해 엄격한 보안을 자랑하는 교도소에 스스로 체포되어 들어간 엔지니어 마이클 스코필드의 이야기이다.
텔레비전 드라마에서 확보한 인기를 바탕으로 영화로 제작된 스릴러들도 많이 있다. 《미션 임파서블》이 대표적이다.

## 같이 보기
- 공포 영화
- 테크노스릴러